# ПСВ (футбольный клуб)
ПСВ (нидерл. Philips Sport Vereniging, PSV — Спортивный Союз Филипс) — нидерландский футбольный клуб из города Эйндховен. Основан 31 августа 1913 года как команда сотрудников компании Philips. Домашние матчи команда проводит на стадионе «Филипс», его вместимость — 35 тысяч зрителей.
ПСВ является одним из трёх клубов в Нидерландах, которые выигрывали Кубок Европейских чемпионов, наряду с «Аяксом» и «Фейеноордом». В 1988 году ПСВ стал вторым нидерландским клубом после «Аякса», которому удалось выиграть так называемый «требл» (Кубок Европейских чемпионов, чемпионат и Кубок Нидерландов).
В сезоне 2024/25 клуб выиграл свой 26-й титул чемпиона Нидерландов.
Главным тренером клуба с июля 2023 года является Петер Бос.

## Название клуба
В названии клуба не фигурирует город, в котором клуб базируется, то есть Эйндховен. Это частный клуб, принадлежащий концерну Philips. Более того, в городе есть футбольный клуб «Эйндховен», становившийся однажды чемпионом Нидерландов, но уже много лет выступающий в Первом дивизионе. Соответственно, включение в название клуба ПСВ слова «Эйндховен» — неправомочно, ошибочно и может вызвать значительные недоразумения.

## История

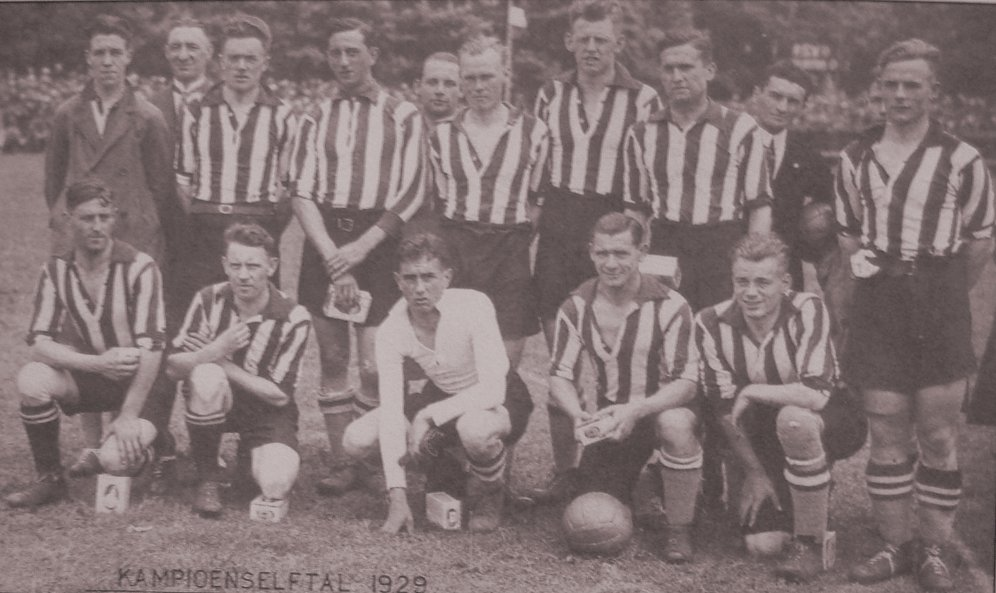
Команда-победитель чемпионата Нидерландов 1928/1929.

Первую попытку основать собственную футбольную команду компания Philips предприняла ещё в 1910 году: она носила название Philips Elftal. Стадионом стал Philips Sportpark, расположенный на том же месте, что и современный. Однако финансовые потрясения и забастовки рабочих тех лет привели к быстрому упадку команды, и только в 1913 году появилась правопреемница, Philips Sport Vereniging, основанная 31 августа. Это был день, когда компания Philips организовала торжества и спортивные соревнования в связи со столетием поражения французов в Наполеоновских войнах. Тем не менее, только в 1916 году название сменилось с Philips Elftal на PSV, которое клуб носит и поныне. Из-за Первой мировой войны возможность сыграть в каком-либо серьёзном чемпионате появилась только в сезоне 1915/16. В первом официальном матче 19 сентября 1915 года клуб потерпел поражение со счётом 3:2 от резервной команды грозного на то время клуба «Виллем II». В том же сезоне команда добилась повышения в недавно созданный Третий дивизион Брабантской футбольной ассоциации. Под руководством тренера Ваута Бёйтенвега ПСВ также повышался в 1918 и 1921 годах, в конечном итоге достигнув высшего дивизиона. В одном из сезонов, в 1925 году команда понизилась, но её пребывание во втором дивизионе продлилось всего один год, после чего ПСВ снова получил повышение. С 1926 года и по настоящее время клуб не покидал высшего дивизиона чемпионата Нидерландов по футболу.

### 1970-е
Середина и конец 70-х были золотым временем для ПСВ. В этот период в клубе играли такие звёзды того времени, как Вилли ван дер Кёйлен, братья Рене и Вилли ван де Керкхоф, Ян ван Беверен и Хуб Стевенс. ПСВ выиграл два национальных кубка и три внутренних чемпионата. ПСВ также выиграл Кубок УЕФА в 1978 году, победив французский клуб «Бастия» 3-0 в финале в ответном матче. Первый матч закончился со счётом 0-0.

### Эра Хиддинка (1987—1990)
В 1988 году тренер Гус Хиддинк и команда с такими игроками, как Рональд Куман, Эрик Геретс, Сёрен Лербю и Вим Кифт выиграли Кубок европейских чемпионов 1987/88 в первый и пока единственный раз в своей истории, победив в финале по пенальти португальскую «Бенфику». Любопытно, что ПСВ взял трофей, несмотря на ничьи: «Бордо» и «Реал» были побеждены по правилу выездного гола, поскольку все четыре матча закончились вничью. После Кубка европейских чемпионов ПСВ в рамках Межконтинентального кубка померился силами с победителем Кубка Либертадорес, уругвайским клубом «Насьональ» (Монтевидео). ПСВ потерпел поражение (и снова исход поединка решила серия пенальти). Под руководством Хиддинка ПСВ выиграл три национальных чемпионата, три национальных кубка и Кубок европейских чемпионов.

### 1989—1999
После победы в Кубке европейских чемпионов ПСВ перехитрил многие клубы, подписав Ромарио. После первого сезона с 19 голами в лиге, его хет-трик в матче против «Стяуа» (5:1) в ноябре 1989 года, включая запоминающееся соло, стал его большим прорывом. В 1989 году, после того как Куман ушёл, ПСВ занял второе место в лиге, но выиграл Кубок КНВБ после победы над «Витесс» (1-0). Хиддинк покинул команду в 1990 году, и его заменил Бобби Робсон. В его двух сезонах в клубе, ПСВ выиграл два титула лиги; Первый с разницей мячей (над «Аяксом») и второй в предпоследнем матче с «Гронингеном». Между тем, лучший бомбардир Ромарио — лиги в 1989, 1990 и 1991 годах — воодушевлял болельщиков, но иногда также отрекался от команды потому что был непрофессионален и эгоистичен. У Робсона были частые конфликты с Ромарио, но форвард так и не передумал. Эти события, помимо отсутствия европейского успеха, означали, что Робсон уйдет в 1992 году. В то время как Геретс ушёл на покой, Ханс Вестерхоф занял пост тренера, но только выиграл Суперкубок за единственный сезон у руля. В 1993 году Ромарио перешёл в Барселону. Вместо Вестерхофа пришел Аад де Мос, который привёл команду к третьему месту.
В начале сезона 1994/95 Де Мос был уволен и его место занял Дик Адвокат. ПСВ увидел, что Ван Брекелен уходит на пенсию и подписывает Люка Нилиса в 1994 году, который сформировал мощный дуэт с ещё одним нападающим, 17-летним Роналдо. Бразильский нападающий забил 30 мячей в своем дебютном сезоне, а Нилис был назван футболистом года в Голландии, но без трофеев. После первой половины сезона 1995/96, когда Роналдо забил 12 голов, уехал в «Барселону». В этом сезоне ПСВ выиграл кубок после победы над «Спартой Роттердам», со счётом 5:2. В сезоне 1996/97, когда Гарри ван Раай стал владельцем, Адвокат создал команду с такими игроками, как Филлип Коку, Яп Стам, Будевейн Зенден и Вим Йонк. Это привело к титулу Eredivisie, когда Нилис стал лучшим бомбардиром лиги (с 21 голами). В сезоне 1997/98 команда заняла второе место позади «Аякса» как в лиге, так и в кубке. Это привело к тому, что Коку, Стам, Зенден, Йонк и Адвокаат покинули ПСВ, заставив клуб построить новую команду. Робсон временно вернулся в 1998 году на один год, чтобы желаемый тренер Эрик Герец смог получить свой тренерский пост. Новое подписание клуба, Рууд ван Нистелрой, забил 31 раз в своем первом сезоне. В последнем туре сезона ПСВ обыграл «Утрехт» со счётом 3:2 с последним голом Арнольда Бруггинка — этого достаточно для квалификации в Лигу чемпионов.

### 1999—2002
В сезоне 1999—2000, Ван Нистелрой забивал 29 голов после всего 23 матчей, но после двух серьёзных травм неизбежный переход в «Манчестер Юнайтед» вынужден отложить на год. ПСВ были комфортно увенчаны чемпионом лиги в дебютном году Гереца, создав разрыв с 16 очками с занявшим второе место «Херенвеном». 2000-01 Eredivisie также был выигран с новым нападающим, Матеем Кежманом, который заменил Ван Нистелроя и ушедшего Нилиса. Финал Кубка был проигран «Твенте» после пенальти. В Кубке УЕФА ПСВ столкнулся с «Кайзерслаутерном» у себя дома; Болельщики, угрожающие штурмом поля во время матча, заставили Гереца и некоторых игроков лично вмешаться. ПСВ был оштрафован УЕФА и был вынужден сыграть европейский матч на нейтральном поле. После того, как Ван Нистелрой ушел, ПСВ финишировал вторым в сезоне 2001/02 и был выбит в четвертьфинале Кубка УЕФА «Фейеноордом».

### Вторая эра Хиддинка (2002—2006)
Герец был уволен, и Гус Хиддинк вернулся в клуб в качестве тренера и директора клуба. вместе с Арьеном Роббеном, Паком Чи Соном, Ли Ёном Пхё, присоединившимся к ПСВ. Их первый сезон сразу принёс титул лиги, закрепленный в последнем матче против «Гронингена». Но в сезоне 2003-04, ПСВ не удалось вернуть победу в чемпионате. В 2004 году правление ПСВ столкнулось с Хиддинком и Ван Рааем в отношении расходов. Ван Раай ушел в сентябре, и Хиддинк так и не ужился с его преемником, Робом Вестерхофом, который встал на сторону руководства клуба. Несмотря на то, что Кежман и Роббен ушли в 2004 году, Хиддинк постепенно построил мощный отряд, в котором участвовали Эурелио Гомес, Алекс, Пак Чи Сон, Ли Ён Пхё, Марк ван Боммел и Филлип Коку. «Эредивизи» ПСВ выиграла за пять матчей до конца, а «Виллем II» был побежден в финале кубка. После восьми последовательных групповых этапов Лиги чемпионов ПСВ достиг стадии плей-офф. Там они обыграли «Монако» 3:0 по сумме и «Лион» после пенальти. Первый полуфинал против «Милана» был проигран со счётом 2:0. В ответном матче ПСВ взял лидерство со счётом 2:0, но последний гол, забитый Массимо Амброзини, завершил надежду на выход в финал, несмотря на то, что третий гол забил Коку.
После сезона 2004/05 Ван Боммел, Фогель, Пак и Ли ушли. С новым подписаниями в лице Тимми Симонса и молодёжной перспективой надеждой, Ибрагимом Афеллаем, ПСВ снова вышел в плей-офф Лиги чемпионов. В том туре, «Лион» отомстил ПСВ, выиграв 5:0 по сумме. Команда действительно выиграла чемпионат, но проиграла финальный матч в кубке «Аяксу».

### С 2006 года
В 2013 году команду возглавил Филлип Коку, который привел ПСВ к триумфу — в сезоне 2011/12 эйндховенцы выиграли Кубок Нидерландов, а в сезонах 2014/15 и 2015/16 становились чемпионами Нидерландов. После того, как клуб закончил сезон 2016/17 на третьем месте, ПСВ вновь стал чемпионом Нидерландов в 2018 году.

## Достижения

### Национальные
- Чемпионат Нидерландов
  - Чемпион (26): 1928/29, 1934/35, 1950/51, 1962/63, 1974/75, 1975/76, 1977/78, 1985/86, 1986/87, 1987/88, 1988/89, 1990/91, 1991/92, 1996/97, 1999/00, 2000/01, 2002/03, 2004/05, 2005/06, 2006/07, 2007/08, 2014/15, 2015/16, 2017/18, 2023/24, 2024/25
- Кубок Нидерландов
  - Обладатель (11): 1949/50, 1973/74, 1975/76, 1987/88, 1988/89, 1989/90, 1995/96, 2004/05, 2011/12, 2021/22, 2022/23
- Суперкубок Нидерландов
  - Обладатель (15, рекорд): 1992, 1996, 1997, 1998, 2000, 2001, 2003, 2009, 2012, 2015, 2016, 2021, 2022, 2023, 2025

### Международные
- Кубок европейских чемпионов
  - Победитель: 1988
- Кубок УЕФА
  - Победитель: 1978

### Прочие трофеи
- Кубок РЖД
  - Обладатель: 2007
- Мировой кубок
  - Обладатель: 2003

## Стадион

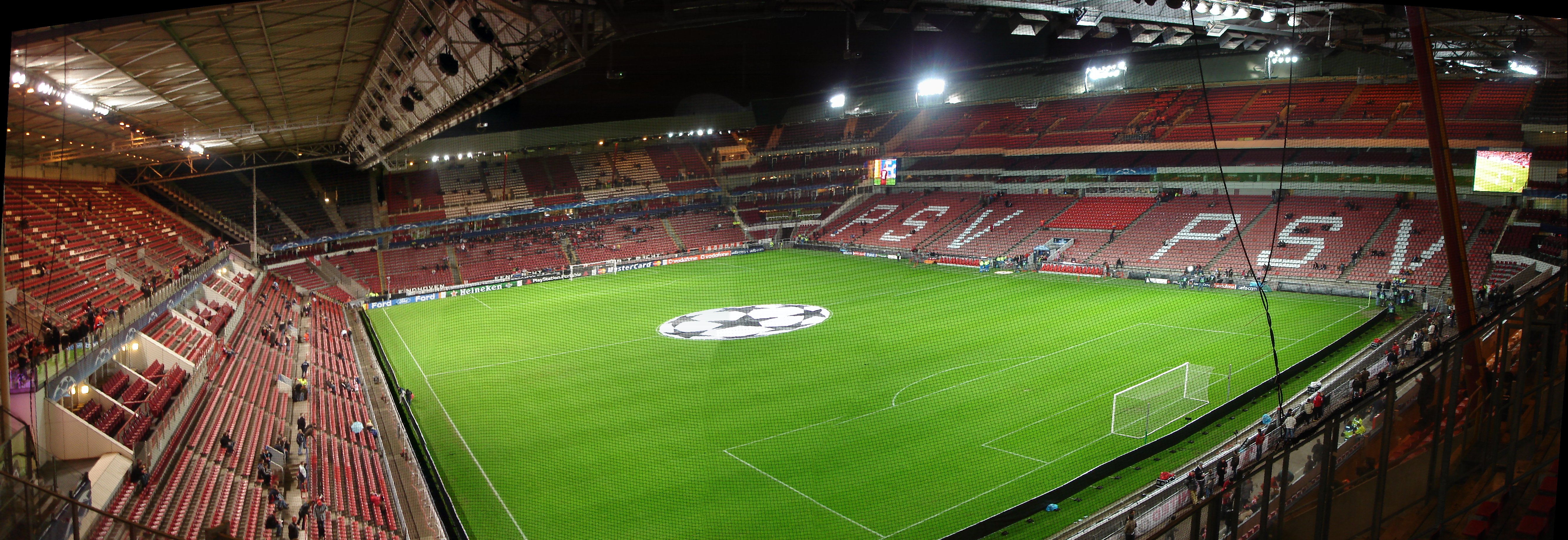
Стадион Филипс, вместимость 35 000 мест

Домашней ареной клуба является стадион «Филипс» (нидерл. Philips Stadion) в Эйндховене. Стадион был основан в 1913 году, и со времени основания клуба не менял своего месторасположения.
Вместимость стадиона — 35 000 мест. Рассматривается дальнейшее увеличение вместимости стадиона до 45 000 мест.
Летом 2005 года совет директоров клуба принял решение убрать высокие решётки вокруг поля, заменив их 90-сантиметровой оградой, отделяющей зрителей от газона. Наказание за несанкционированный выход на поле — штраф 15 000 евро и десятилетний запрет на посещение арены.
На стадионе проводились матчи Кубка Европейских чемпионов, проводила международные встречи сборная Нидерландов. В 2000 году на стадионе прошли три матча чемпионата Европы. В 2006 году на стадионе прошёл финал кубка УЕФА.

## Основной состав

### Команда
| №  |                           | Поз. | Имя                 | Год рождения |
| -- | ------------------------- | ---- | ------------------- | ------------ |
| 1  | Флаг Нидерландов          | Вр   | Ник Олей            | 1995         |
| 3  | Флаг Испании              | Защ  | Ярек Гасьоровски    | 2005         |
| 4  | Флаг Нидерландов          | Защ  | Армандо Обиспо      | 1999         |
| 5  | Флаг Хорватии             | Нап  | Иван Перишич        | 1989         |
| 6  | Флаг Нидерландов          | Защ  | Райан Фламинго      | 2002         |
| 7  | Флаг Нидерландов          | Нап  | Рюбен ван Боммел    | 2004         |
| 8  | Флаг США                  | Защ  | Сержиньо Дест       | 2000         |
| 9  | Флаг США                  | Нап  | Рикардо Пепи        | 2003         |
| 14 | Флаг Франции              | Нап  | Алассан Плеа        | 1993         |
| 17 | Флаг Бразилии             | Защ  | Мауро Жуниор        | 1999         |
| 19 | Флаг Боснии и Герцеговины | Нап  | Эсмир Байрактаревич | 2005         |

| №  |                   | Поз. | Имя                     | Год рождения |
| -- | ----------------- | ---- | ----------------------- | ------------ |
| 20 | Флаг Нидерландов  | ПЗ   | Гус Тил                 | 1997         |
| 21 | Флаг Марокко      | Нап  | Коухаиб Дриош           | 2002         |
| 22 | Флаг Нидерландов  | ПЗ   | Йерди Схаутен (капитан) | 1997         |
| 23 | Флаг Нидерландов  | ПЗ   | Джоуи Верман            | 1998         |
| 24 | Флаг Нидерландов  | Вр   | Ник Схикс               | 2004         |
| 25 | Флаг Франции      | Защ  | Килианн Сильдилья       | 2002         |
| 26 | Флаг Нидерландов  | ПЗ   | Исак Бабади             | 2005         |
| 28 | Флаг Нидерландов  | ПЗ   | Тиго Ланд               | 2006         |
| 32 | Флаг Чехии        | Вр   | Матей Коварж            | 2000         |
| 34 | Флаг Марокко      | ПЗ   | Исмаэль Сайбари         | 2001         |
| 39 | Флаг Буркина-Фасо | Защ  | Адамо Нагало            | 2002         |

### Тренерский штаб
| Должность        | Имя         |
| ---------------- | ----------- |
| Главный тренер   | Петер Бос   |
| Тренер-ассистент | Роб Мас     |
| Тренер-ассистент | Тео Люсиус  |
| Тренер-ассистент | Андре Ойер  |
| Тренер вратарей  | Кевин Бегуа |

## Трансферы сезона 2025/26

### Пришли
| Поз. | Игрок             | Прежний клуб             | Стоимость/статус трансфера |
| ---- | ----------------- | ------------------------ | -------------------------- |
| Вр   | Ник Олей          | Спарта                   | 3 млн евро                 |
| Вр   | Матей Коварж      | Байер 04                 | Арендован до 30 июня 2026  |
| Защ  | Ярек Гасьоровски  | Валенсия                 | 9,8 млн евро               |
| Защ  | Килианн Сильдилья | Фрайбург                 | 5,8 млн евро               |
| Нап  | Рюбен ван Боммел  | АЗ                       | 15,8 млн евро              |
| Нап  | Алассан Плеа      | Боруссия (Мёнхенгладбах) | 3 млн евро                 |

### Ушли
| Поз. | Игрок           | Новый/прежний клуб       | Стоимость/статус трансфера |
| ---- | --------------- | ------------------------ | -------------------------- |
| Вр   | Вальтер Бенитес | Кристал Пэлас            | Свободный агент            |
| Вр   | Джоэл Дроммел   | Спарта                   | Арендован до 30 июня 2026  |
| Защ  | Тайрелл Маласия | Манчестер Юнайтед        | Окончание аренды           |
| Защ  | Оливье Боскальи | Брайтон энд Хоув Альбион | Свободный агент            |
| Защ  | Рик Карсдорп    |                          | Свободный агент            |
| ПЗ   | Ричард Ледесма  | Гвадалахара              | Свободный агент            |
| ПЗ   | Малик Тилльман  | Байер 04                 | 35 млн евро                |
| Нап  | Лукас Перес     |                          | Свободный агент            |
| Нап  | Люк де Йонг     | Порту                    | Свободный агент            |
| Нап  | Йохан Бакайоко  | РБ Лейпциг               | 18 млн евро                |
| Нап  | Ноа Ланг        | Наполи                   | 25 млн евро                |

## Экономика

### Организация и финансы
ПСВ был ассоциацией до 1999 года, когда клуб стал открытым акционерным обществом («Naamloze Vennootschap»). Это означало, что клуб создал совет директоров, которые не участвуют в большинстве процессов принятия решений. Вместо этого, они занимаются консультированием и надзором. Все акции, кроме одной, принадлежат фонду «Foundation PSV Football». Остальная доля принадлежит «Eindhoven Football Club PSV», другому отдельному юридическому лицу. Генеральный менеджер несёт ответственность за все действия в отношении клуба, ему помогают операционный менеджер и казначей. ПСВ также назначает спортивного директора, который управляет процессами, связанными с футболом, такими как трансферы (в сотрудничестве с техническим персоналом), в целях контроля за долгосрочным планированием.
ПСВ был основан «Philips», и в первые десятилетия за клуб играли только рабочие предприятия. Клуб мог подписывать и других игроков, одним из преимуществ игры за ПСВ было то, что игроки, которым был предложен футбольный контракт, также получали предложение работать в «Philips». «Philips» является титульным спонсором ПСВ с 1982 года, а домашний стадион клуба включает название «Philips» с момента сооружения. Компания тратит 7,5 млн евро в год для спонсирования и будет оставаться титульным спонсором по крайней мере до 2016 года. Фриц Филипс, председатель правления компании в период между 1961 и 1971 годами, при жизни стал иконой для ПСВ. В пять лет он торжественно разыграл мяч с центра поля в первом матче клуба в 1911 году. Личность Фрица Филипса тесно связана с ПСВ и Эйндховеном; его 100-летие пышно отмечал весь город. Фриц Филипс имел собственное место на трибунах, откуда смотрел матчи своей команды вплоть до смерти, он также иногда подбадривал команду беседами во время перерыва. ПСВ часто служило «Philips» средством, чтобы представить свою продукцию широкой публике. В 1950 году игра между ПСВ и «Эйндховеном» стала первым матч в Нидерландах, который показали по телевизору, «Philips» поставил технику для трансляции. А в 1958 году «Philips» установил четыре прожектора на стадионе.
Бюджет ПСВ в 2013 году составил 85 млн евро. До 2011 года бюджет ПСВ оставался сбалансированным, если команда кваливицировалась в Лигу чемпионов УЕФА. Но неутешительные выступления с 2008 года означали, что клуб ежегодно имел отрицательное сальдо в 10-20 млн. €, это заставило клуб сократить расходы и искать новые источники доходов. Земля под стадионом и тренировочные учреждения были проданы за 48,4 млн. € муниципалитету Эйндховена на правах суперфиция. ПСВ также получил кредит в 20 млн. € от «Philips» и дополнительные кредиты от местных предпринимателей. Клуб также предложил нанести эмблему кредитора на форму сзади. Этой компанией стал «Freo», филиал «De Lage Landen».

### Партнёры и спонсоры
- Титульный спонсор[24]:
  -  energiedirect.nl[нидерл.] — нидерландская энергетическая компания.

| - Партнёры: - Anycoin Direct — криптобиржа; - Bavaria Brewery — пивоваренная компания; - Van Laarhoven BMW — официальный дилер BMW в Эйндховене; - CSU — крупнейшая национальная клининговая компания; - Jumbo — сеть супермаркетов; - De Mandemakers Groep — мебельное производство; - Philips — нидерландская транснациональная компания; - Puma — немецкий производитель и поставщик спортивной одежды и экипировки; - Simac — ИТ-компания: - TOTO — букмекерская контора; - Tricorp — производитель спецодежды; - VDL Groep — международная промышленная и производственная компания; - VriendenLoterij — лотерея. - Спонсоры: - BAM Groep — строительная компания; - Coca-Cola — американская пищевая компания; - Derckx — строительная компания; - Driessen Autogroep — аренда и лизинг автомобилей; - Аэропорт Эйндховен — аэропорт; - Elten — производитель спецобуви; - GoodHabitz — онлайн-обучение - Van Kaathoven — утилизация и переработка отходов; - Markteffect — агентство маркетинговых исследований; - NH Hoteles — гостиничная компания; - OTTO Work Force — консалтинговая компания; - PHC — телекоммуникационная компания; - Univé — страховая компания. | - Поставщики: - AgriFriends — поставщик сельскохозяйственной продукции; - ASI Document Management — поставщик полиграфического оборудования; - Derbystar — производитель спортивного инвентаря; - Driessen HRM — компания по управлению персоналом; - Gassan Diamonds — поставщик ювелирных изделий; - Gentiluomo — производитель одежды; - GreenFields — поставщик спортивного покрытия; - Kupers Touringcars — аренда автобусов; - Mansveld Expotech — аудиовизуальные средства на стадионе; - ValidSign — сервис цифровой подписи; - Vodafone — оператор сотовой связи; - Wildenberg — производитель одежды; - XXL Nutrition — спортивное питание. |

## Форма

### Домашняя
| 2000—2002 | 2002—2004 | 2004—2006 | 2006—2008 | 2008—2010 | 2010—2012 | 2012/13 | 2013/14 | 2014/15 | 2015/16 |
| 2016/17   | 2017/18   | 2018/19   | 2019/20   | 2020/21   | 2021/22   | 2022/23 | 2023/24 | 2024/25 |         |

### Гостевая
| 2001—2003 | 2003—2005 | 2005—2007 | 2007—2009 | 2009—2011 | 2011/12 | 2013/14 | 2014/15 | 2015/16 | 2016/17 |
| 2017/18   | 2018/19   | 2019/20   | 2020/21   | 2021/22   | 2022/23 | 2023/24 | 2024/25 |         |         |

### Резервная
| 2003/04 | 2005—2007 | 2007—2009 | 2014/15 | 2015/16 | 2016/17 | 2017/18 | 2018/19 | 2019/20 | 2020/21 |
| 2021/22 | 2022/23   | 2023/24   | 2024/25 |         |         |         |         |         |         |

Источники:,